# Пейчинович, Кирилл
Кирилл Пейчинович  (болг. Кирил Пейчинович, макед. Кирил Пејчиновиќ, церковно-славянский: Күриллъ Пейчиновићь, сербский: Кирил Пејчиновић) (г. р. 1770 — 7 марта 1845) — священнослужитель, религиозный писатель и просветитель, один из первых сторонников использования современного болгарского языка (а не церковнославянского), один из первых деятелей болгарского национального возрождения. В Северной Македонии Пейчинович считается одним из первых писателей современной македонской литературы,, поскольку большинство его работ были написаны на родном ему диалекте Полога, который он считал наиболее распространенным в нижней Мёзии, т.е. Болгарии. Местночтимый святой Македонской православной церкви (день памяти - 25 марта н. ст.).

## Биография

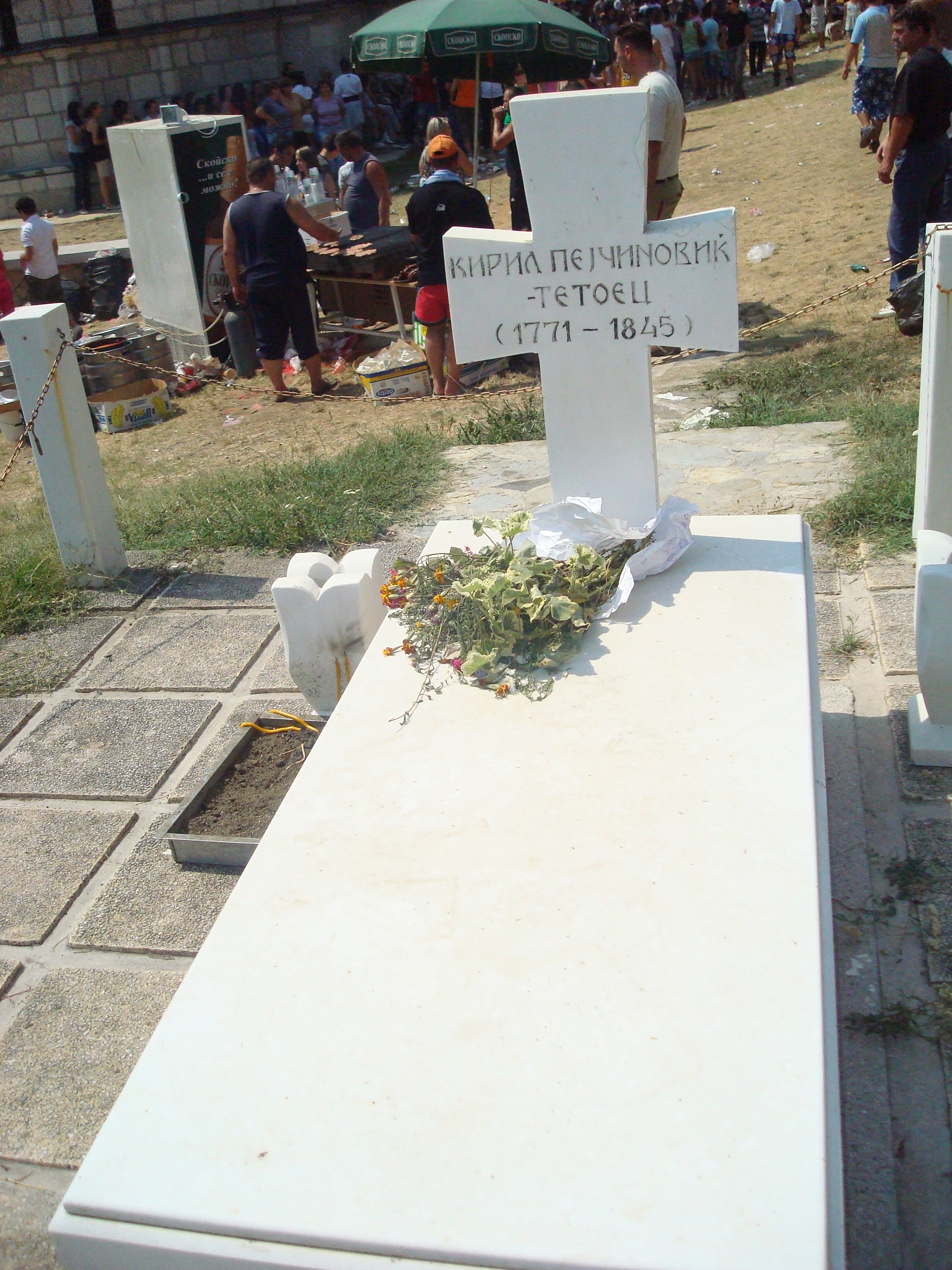
Могила Кирилла Пейчиновича

### Биография
Пейчинович родился в большой деревне в области Полог на территории сегодняшней Северная Македония (тогда в составе Османской империи). Его светское имя неизвестно. Согласно его надгробной плите, он получил начальное образование в селе Лешок. Вероятно, позже он учился в монастыре Святого Иоанна возле Дебара. Отец Кирилла, Пейчин, продал свою собственность в деревне и вместе с братом и сыном переехал в монастырь Хиландар на Святой горе Афон, где все трое стали монахами. Пейчин принял имя Пимен, его брат — Далмант, а его сын — Кирилл. Позже Кирилл вернулся в Тетово, откуда отправился в Кичевский монастырь Святой непорочной Богородицы, где стал иеромонахом.

### Игумен в Марковом монастыре
С 1801 года Пейчинович был игуменом Маркового монастыря Св. Димитрия недалеко от Скопье. Расположенный в регионе Торбешия среди помацких, турецких и албанских деревень, монастырь находился в то время в плачевном состоянии. Почти все здания, кроме основной церкви, были разрушены. За 17 лет своего там пребывания, до 1818 года, отец Кирилл предпринял серьёзные усилия по возрождению монастыря, обратив особое внимание на реконструкцию и расширение монастырской библиотеки.
В Марковом монастыре Кирилл Пейчинович написал одну из его самых известных работ — Книга сия зовомая Огледало. Работа была напечатана в 1816 году в Будапеште.

### Игумен Лешокского монастыря
Неизвестно, почему отец Кирилл оставил Марковый монастырь, но, согласно легенде, конфликт между ним и греческим митрополитом в Скопье был причиной его ухода. В 1818 году Пейчинович вновь отправился на гору Афон, чтобы увидеть своего отца и дядю, а затем стал игуменом Лешокского монастыря (разрушен в 1710 году янычарами) близ родного Теарце. С помощью местных болгар Кирилл восстановил монастырь, который был заброшен в течение 100 лет и превратил его в центр болгарского национального самосознания. Кирилл посвятил себя работе проповедника, литературе и воспитательной работе. Там он открыл школу и пытался наладить книгопечатание, будучи убеждённым в большом значении печатной книги. Отец Кирилл восстановил типографию в Салониках, которая была сожжена в 1839 году. В 1840 году была издана вторая книга Пейчиновича —  Глаголемая «утешение» грешным.
Отец Кирилл Пейчинович скончался 12 марта 1845 года в Лешокском монастыре, был похоронен во дворе церкви. 
В 1934 году болгарское село Бурумли в Русенской области было переименовано в Пейчиново — в честь отца Кирилла.
10 мая 2022 года Светой Архирейский Синод Македонской Православной Ццеркви причислил преподобного Кирилла Лешокского к лику святых с установлением дня памяти в день его преставления - 25 марта по новому стилю.

## Труды
Кирил Пейчинович является автором трёх книг — двух печатных и одной в рукописи (Житие и служба на цар Лазар). Все три книги религиозного содержания.

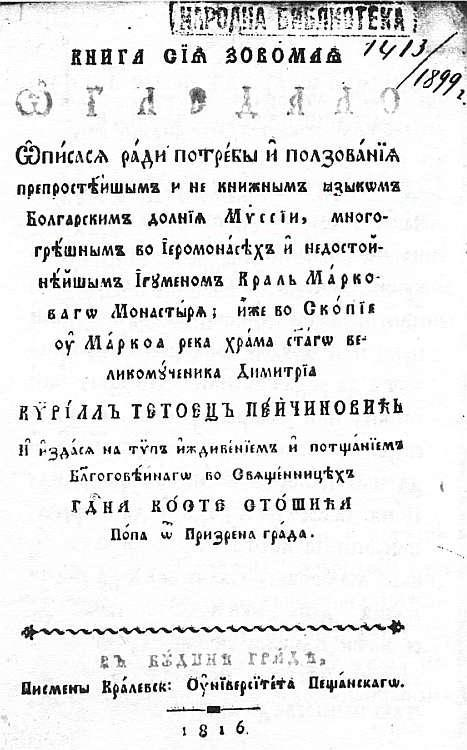
«Огледало»

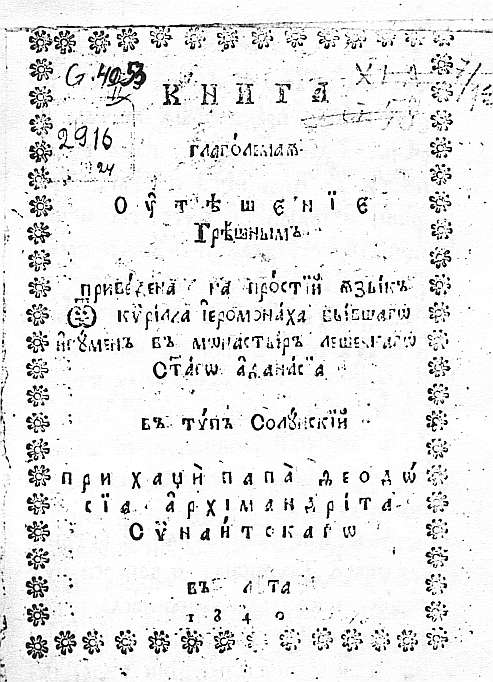
«Утешение»

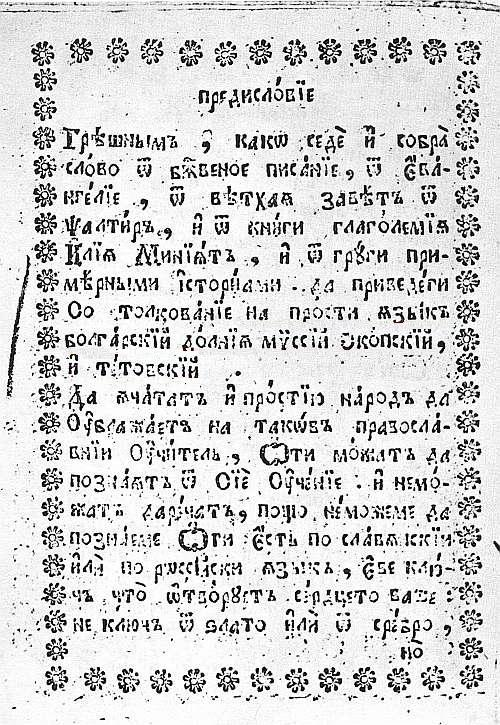
Предисловие Пейиновича к «Утешение грешним»

### Стихи
В 1835 году Пейчинович сочинил для себя эпитафию в стихах:

Теарце му негово рождение, 
Пречиста и Хилендар пострижение, 
Лешок му е негоо воспитание, 
Под плочава негоо почивание 
От негово свое отшествие 
До Христово второ пришествие. 
Молит вас, бракя негои любимия, 
Хотящия прочитати сия, 
Да речете „Бог да би го простил“, 
Зер е у гроб цръвите ги гостил. 
Овде лежи Кирилово тело 
У манастир и у Лешок село.
Да̀ Бог за доброе дело.